# Samyda rubra
Samyda rubra là một loài thực vật có hoa trong họ Liễu. Loài này được DC. miêu tả khoa học đầu tiên năm 1825.